# Arkesden
Arkesden är en by och en civil parish i Uttlesford i Essex i England. Orten har 363 invånare (2001). Byn nämndes i Domedagsboken (Domesday Book) år1086, och kallades då Archesdana.